# Municipio de Prophetstown
El municipio de Prophetstown (en inglés: Prophetstown Township) es un municipio ubicado en el condado de Whiteside en el estado estadounidense de Illinois. En el año 2010 tenía una población de 2615 habitantes y una densidad poblacional de 20,83 personas por km².

## Geografía
El municipio de Prophetstown se encuentra ubicado en las coordenadas 41°38′13″N 89°54′38″O / 41.63694, -89.91056. Según la Oficina del Censo de los Estados Unidos, el municipio tiene una superficie total de 125.54 km², de la cual 124,19 km² corresponden a tierra firme y (1,08 %) 1,36 km² es agua.

## Demografía
Según el censo de 2010, había 2615 personas residiendo en el municipio de Prophetstown. La densidad de población era de 20,83 hab./km². De los 2615 habitantes, el municipio de Prophetstown estaba compuesto por el 97,67 % blancos, el 0,61 % eran afroamericanos, el 0,15 % eran amerindios, el 0,34 % eran asiáticos, el 0,31 % eran de otras razas y el 0,92 % eran de una mezcla de razas. Del total de la población el 2,33 % eran hispanos o latinos de cualquier raza.